# Subaru Sumo
Subaru Sumo, известный как Domingo на японском рынке и Libero на европейских рынках, за исключением Великобритании, Исландии, Бенилюкса и Швеции — малотоннажный грузовой автомобиль с компоновкой «кабина над двигателем», выпускавшийся с 1983 по 1998 год. В Бельгии автомобиль назывался Combi. В Швеции автомобиль носил название Columbuss (buss означает «автобус» на шведском языке), а на Тайване последнее поколение продавалось под названием Estratto. В некоторых странах автомобили носили названия Subaru E10 и Subaru E12. Названия относились к размеру двигателей. 
Немецкий импортёр Subaru выбрал название Libero после публичного конкурса, проведённого в 1984 году. Название Sumo, применявшееся на многих англоязычных рынках, должно было напомнить о японском происхождении автомобиля и силе борца сумо. 

## Первое поколение (KJ)
Subaru Sumo был запущен в производство с опцией полного привода и приводился в движение трёхцилиндровыми двигателями EF объёмом 997 см3 (позднее — 1189 см3). Система полного привода управлялась с помощью кнопки, установленной на рычаге переключения передач. В нормальных условиях эксплуатации привод подавался только на задние колёса, поскольку не было центрального дифференциала, позволяющего ездить по шоссе в режиме 4WD. В Европе карбюраторный 1,2-литровый двигатель выдаёт мощность 38 кВт (51 л. с.) при 4400 об/мин.

## Второе поколение (FA)
Второе поколение Subaru Sumo было запущено в производство в 1993 году с обновлённым листовым металлом. Благодаря впрыску топлива в 1,2-литровый двигатель был добавлен каталитический нейтрализатор, а мощность была увеличена до 40 кВт (53 л. с.). В Японии заявленная мощность составляла 45 кВт (60 л. с.) при 5600 об/мин по стандарту JIS. С 1994 года версии с бесступенчатой трансмиссией с электронным управлением ECVT оснащались системой полного привода Subaru Full Time 4WD (S-AWD) с вискомуфтой. В Европу автомобили поставлялись с масляным радиатором для лучшего облегчения буксировки в лёгких условиях эксплуатации.
- Subaru Libero SDX
- Subaru Libero SDX-SR